# 車軸発電機
車軸発電機（しゃじくはつでんき）は、機関車に牽引されて走行する客車や貨車に必要な電力を賄う目的で、これらの客貨車に搭載される発電装置である。

## 概要

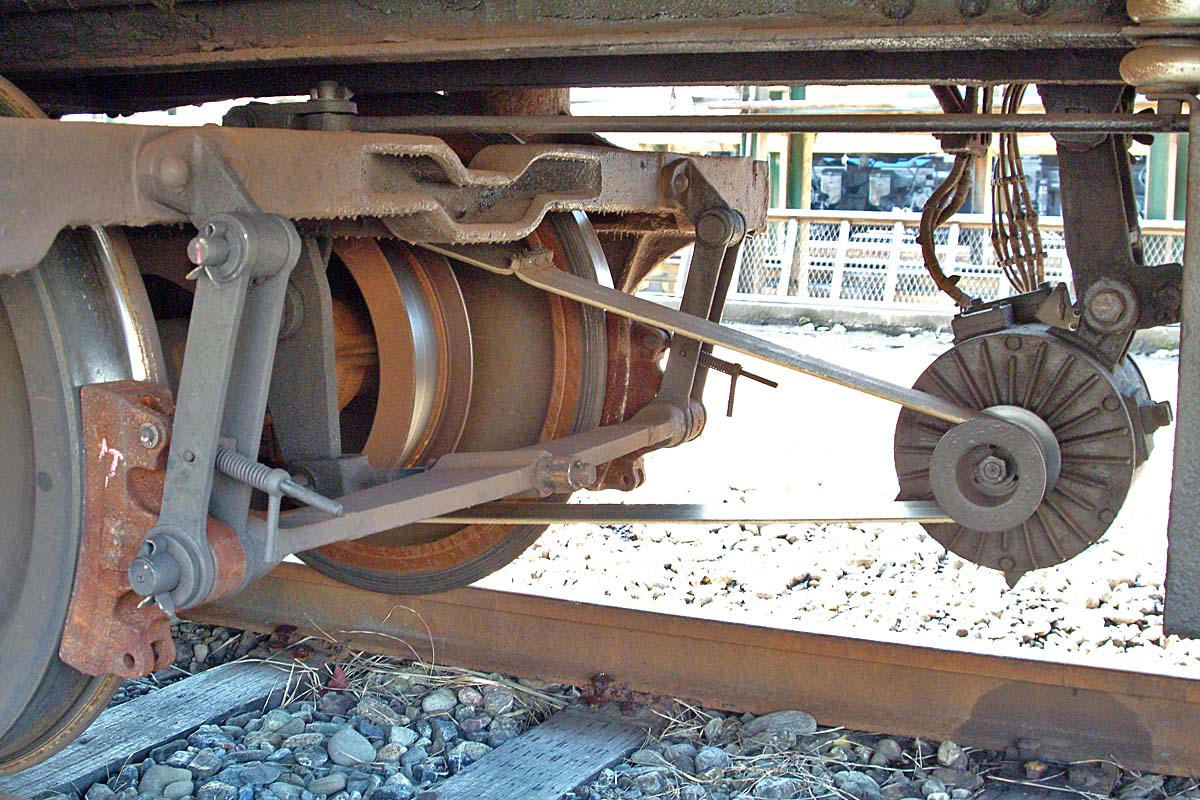
車軸発電機（右側）

機関車に牽引されて走行する客貨車は走行するための動力を持たないため、走行用の電力は不要である。しかし、車内の照明、扇風機、後部標識灯、放送用機器を動作させるための電力を必要とする。
車軸発電機は、客車が走行する際に車軸で発生する回転力を、プーリーとベルト（またはギアとユニバーサルジョイント）を介して発電機に伝達し、必要な電力を発生している。列車は走行と停止を繰り返し、速度も一定ではないため、電源安定化のため通常は蓄電池と組み合わせて搭載される。
旧型客車の発電機は台車付近の台枠に懸架されているが、50系などの新形客車の発電機は台車に直接取り付けられている。
通常、車軸から発電機への動力の伝達はプーリーとベルトにより行われている。ただし、北海道・北欧・ロシア・サハリンなど寒冷地向けの車両は厳冬期にベルトが凍結する恐れがあるため、軸箱に取り付けられたギヤとユニバーサルジョイントを介したシャフトドライブで動力が伝達されている。
車軸発電機により供給される電力は、照明・扇風機・放送用機器のために使用される。電気暖房に必要な電力は車軸発電機では賄えないため、電気機関車から供給される。
20系・14系・24系など、固定編成中に冷暖房用のディーゼル発電機を搭載している特急用客車は、照明や放送用電源もディーゼル発電機で賄っているため車軸発電機は搭載されていない。
急行用の12系客車にも冷暖房用のディーゼル発電機が搭載されているが、客室窓の開閉で室温の調節と換気ができ、時期によっては冷暖房（ディーゼル発電機）を使う必要がないため、別途車軸発電機と蓄電池が搭載されており、照明・放送用機器のための電源を車軸発電機から供給している。ただし、14系客車との併結改造を実施した車両や全ての電源を電気機関車の電気暖房電源で賄う2000番台は車軸発電機が撤去されている。